# Saltstraumen

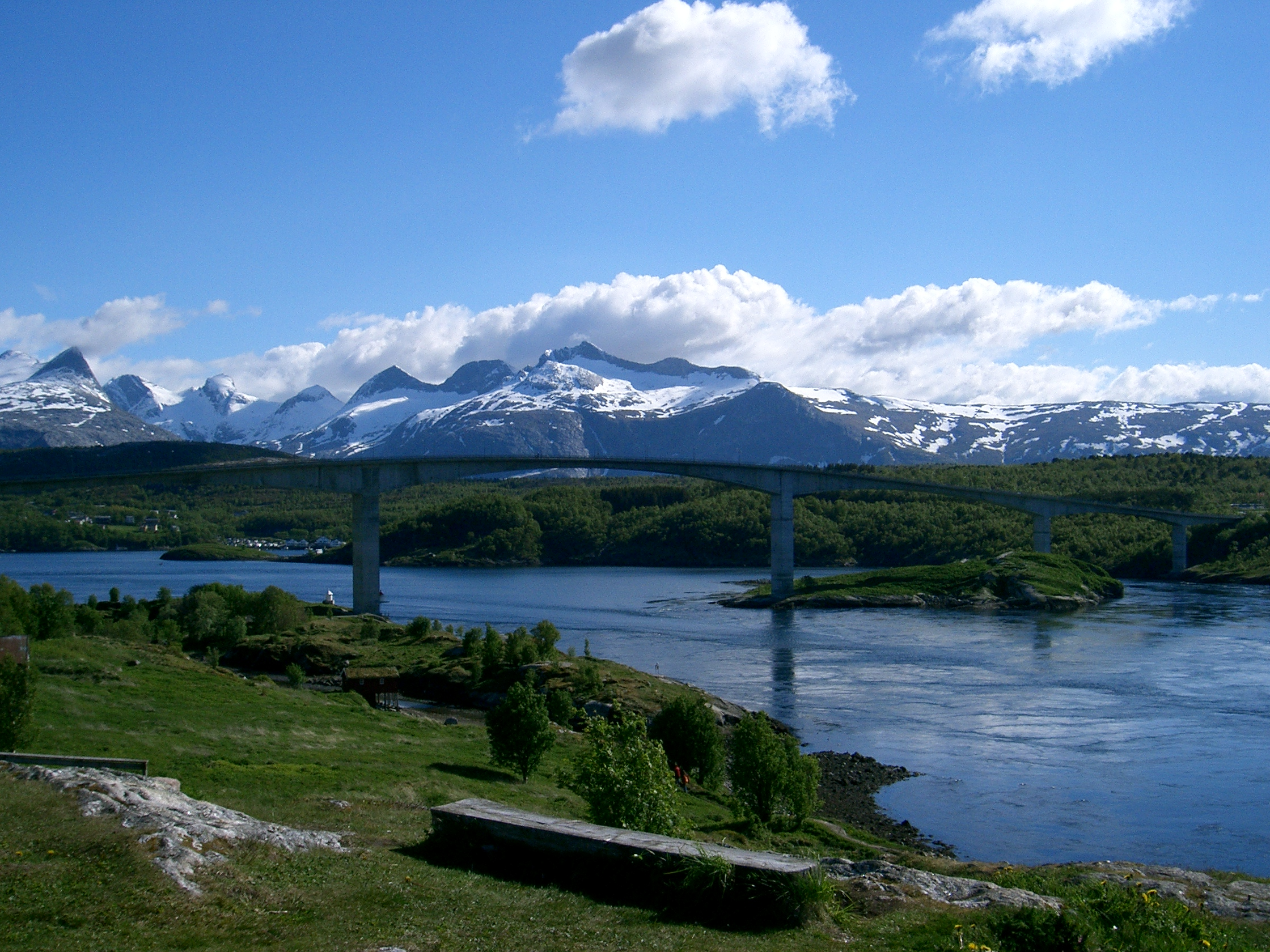
Saltstraumen, Norvegia. Munţii Børvasstindene în fundal

Saltstraumen este un curent maritim situat în Nordland la 30 km est de orașul Bodø, Norvegia.

## Geografia
Canalul îngust conectează fiordul Saltfjord cu Skjerstadfjord. Este cel mai puternic curent maritim din lume. Până la 400 milioane m³ (tone) de apă marină își croiesc drum printr-o strâmtoare de 3 km lungime și 150 m lățime la fiecare șase ore, cu viteze, ale apei, care ajung la 22 de noduri (aproximativ 40 km/h). Vârtejurile cunoscute sub numele de "maelstroms" au până la 10 m în diametru și 5 m adâncime și se formează atunci când curentul este cel mai puternic. 

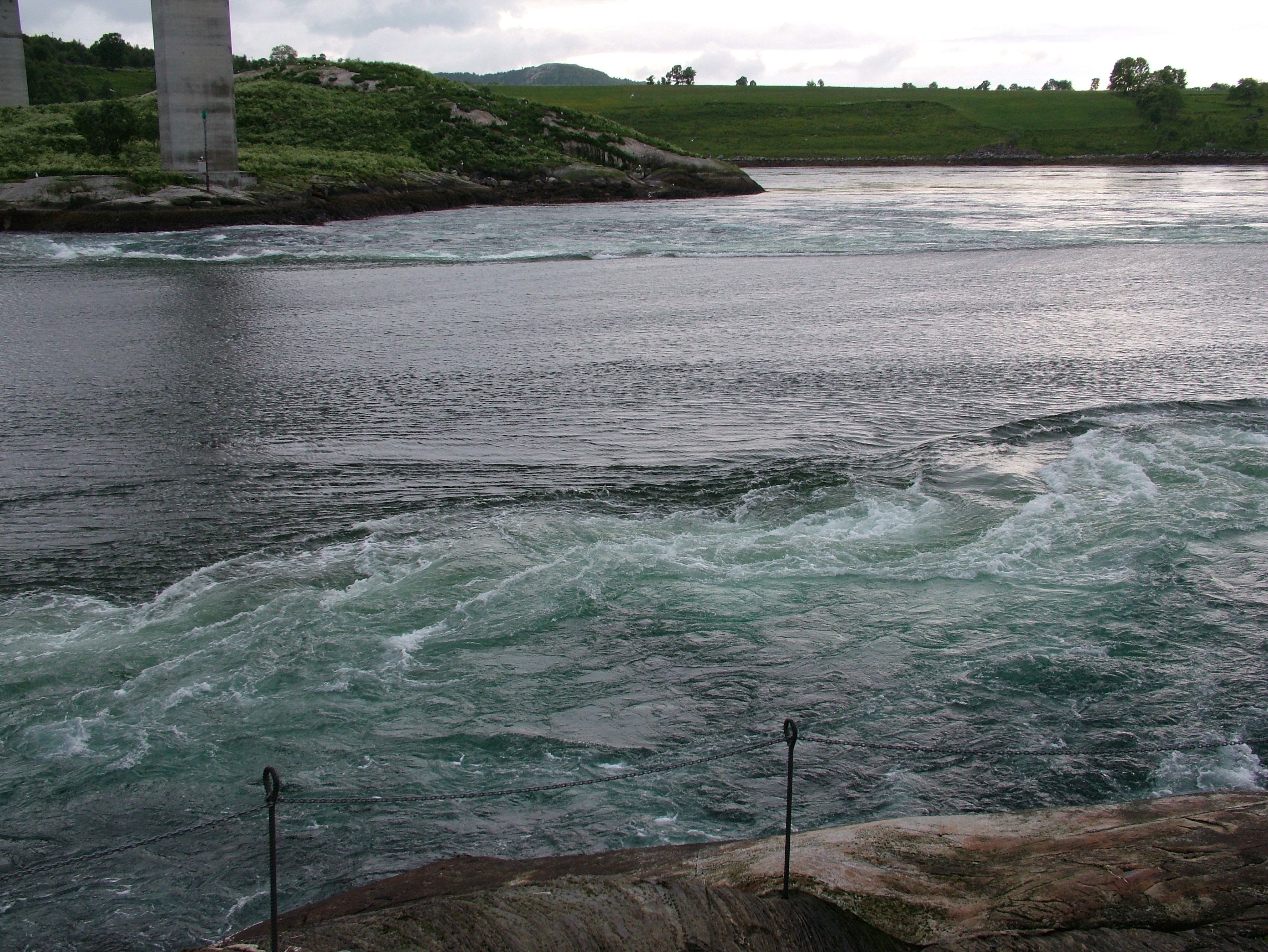
Saltstraumen

Saltstraumen a existat de acum două-trei mii de ani. Înainte de aceasta, zona a fost diferită datorită nivelului diferit al mării în timpul topirii calotei glaciare și a revenirii izostatice a topografiei - toate acestea s-au întamplat datorită modificărilor ghețarilor care au acoperit Norvegia de Nord și Europa pentru zeci de mii de ani. 
Curentul este creat atunci când mareea încearcă să umple fiordul Skjerstad. Diferența de înălțime dintre nivelul mării și fiordul interior poate fi de până la 1 metru. Când curentul se întoarce, există o perioadă în care canalul este navigabil. La aceste momente curentul este aproape calm.
Saltstraumen este popular pentru pescari datorită abundenței sale de pește, cum ar fi codul negru, codul, halibutul, etc. Cel mai mare cod negru pescuit în Saltstraumen avea 22.7 kg.
Podul Saltstraumen traversează Saltstraumen.

## Numele
Primul element este numele districtului Salten, ultimul element este forma finită de "straum" care înseamnă "flux, mișcare puternică a apei".

## Galerie

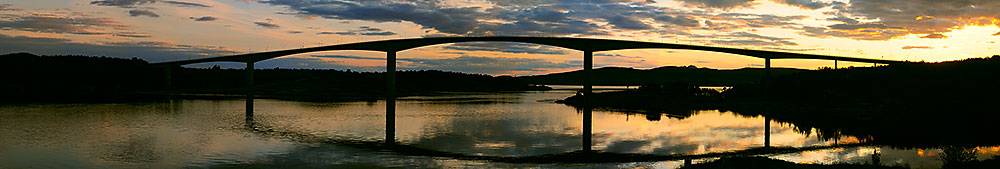
Podul Salstraum, noaptea lui iulie 2009. Fotografie: Jerry MagnuM Porsbjer